# Фрир, Элинор Эверест
Элинор Эверест Фрир (англ. Eleanor Everest Freer; 14 мая 1864 — 13 декабря 1942) — американский композитор и музыкальный деятель.
Творческое наследие Фрир состоит преимущественно из вокальной музыки и опер. Вокальные циклы Фрир — такие, как «Пять песен весне», «Шесть песен природе» и др., — служили для неё первоначальным материалом для дальнейшего создания одноактных камерных опер, преимущественно на сказочные сюжеты: «Массимилиано, придворный шут» (англ. Massimilliano, the Court Jester; 1925), впервые поставленная в Филадельфии и тепло принятая публикой, «Рождественская сказка» (англ. A Christmass Tale), «Жанна д’Арк» (1929), «Испанская легенда» (англ. A Legend of Spain; 1931) и др. Несколько особняком стоит опера «Браунинги едут в Италию» (англ. The Brownings Go to Italy; 1936), основанная на биографическом эпизоде из жизни Роберта Браунинга и его жены Элизабет Браунинг.
Бо́льшую известность Фрир приобрела как музыкальный деятель и меценат — создатель чикагского Общества американской оперы (англ. American Opera Society). Это общество занималось пропагандой и популяризацией опер, созданных американскими композиторами, и, в частности, вручало композиторам Мемориальную медаль Биспема — всё это усилиями и частично на средства Элинор Фрир. Среди награждённых медалью были, в частности, Фредерик Конверс (за оперу «Труба желания» — первую американскую оперу, поставленную в Метрополитен Опера), Джордж Гершвин (за оперу «Порги и Бесс») и другие значительные фигуры американской музыки.